# طومي نورين
طومي نورين (بالسويدية: Tommy Naurin)‏ (17 مايو 1984 بغوتنبرغ في السويد - ) هو لاعب كرة قدم سويدي في مركز حراسة المرمى. شارك مع منتخب السويد تحت 17 سنة لكرة القدم ومنتخب السويد تحت 19 سنة لكرة القدم. أما مع النوادي، فقد لعب مع نادي أورغريته ونادي فالكنبرغ وQviding FIF ‏ ونادي سوندسفال ‏.

## وصلات خارجية
- طومي نورين على موقع اتحاد السويد (السويدية)
- طومي نورين على موقع قاعدة بيانات كرة القدم.إي يو (الإنجليزية)
- طومي نورين على موقع Soccerway.com (الإنجليزية)